# علی محمدپیرمرد
علی محمدپیرمرد، روستایی از توابع بخش تیمورآباد شهرستان هامون در سیستان و بلوچستان است.

## جمعیت
این روستا در دهستان تیمورآباد قرار دارد و براساس سرشماری مرکز آمار ایران در سال ۱۳۹۵، دارای سکنه کمتر از سه خانوار بوده‌است.